# Борт (мінералогія)
Борт у мінералогії (рос. борт, англ. bort, нім. Bort) — технічний термін для визначення алмазного «брухту», який складається з сильно тріщинуватих та переповнених включеннями кристалів. Використовується для виготовлення абразивних порошків, бурових коронок, алмазно-металічних олівців та для різешліфування. 
Розрізняють:
- борт залізистий (зайва назва стюартиту);
- борт магнітний (відміна борту, яка дає 3-19 % золи).